# والتر د. باول
والتر د. باول (بالإنجليزية: Walter D. Powell)‏ هو مدرب كرة سلة أمريكي، ولد في 15 يوليو 1891 في ريدسبورغ في الولايات المتحدة، وتوفي في 15 سبتمبر 1967 في غاستونيا في الولايات المتحدة.